# عبد الملك بن الأعز الإسنائي
عبد الملك بن الأعز بن عمران الإسنائي أديب وشاعر من أهل إسنا بصعيد مصر، وهو من أهل القرن السابع الهجري، درس النحو الأدب على شمس الدين الرومي، وكان متهماً بالتشيع، توفي بإسنا سنة 707هـ.